# Alex Dimitriades
Alexander "Alex" Dimitriades (Sídney, Nueva Gales del Sur; 28 de diciembre de 1973) es un actor greco-australiano, conocido por haber interpretado a Nicolas "Nick" Poulos en Heartbreak High y a Charlie Coustos en la serie Wildside.

## Biografía
Alex es hijo de inmigrantes griegos, sus hermanos menores son George y Melissa. Creció en el suburbio de Earlwood, cuando tenía doce años sus padres se divorciaron.Su madre trabajaba como secretaria jurídica y crio a sus hijos como madre soltera.
Después de salir por casi ocho años con la diseñadora Terry Biviano, la pareja terminó en el 2006.En el 2007 salió con la modelo Natalie Cantell.En mayo del 2008 comenzó a salir con Shauna Mac, sin embargo la relación terminó. Ese mismo año Alex fue acusado de conducir bajo los efectos del alcohol, por lo que se le suspendió el permiso de conducir. Desde el 2010 sale con Anji Lake.

## Trayectoria
Dimitriades atrajo por primera vez la atención nacional por su papel coprotagonista de Nick Polides en la comedia romántica australiana de 1993 The Heartbreak Kid, por la que recibió críticas positivas y elogios, poco después apareció en la serie Heartbreak High en donde volvió a interpretar a Nick Poulos. 
En 1995 apareció en la miniserie Blue Murder donde dio vida a Warren Lanfranchi.
Alex apareció como invitado en el drama policíaco Young Lions, en la popular serie australiana Neighbours y en la exitosa serie de ciencia ficción Farscape. También apareció en varias producciones teatrales incluyendo dos obras de Louis Nowra para la Griffin Theatre Company: The Woman with Dog's Eyes y The Emperor of Sydney.
En 1998, interpretó al protagonista Ari en la película Head On, por su actuación fue nominado a un premio AFI. 
Ese mismo año se unió al elenco de la serie policíaca Wildside donde interpretó al detective Charlie Coustos hasta el final de la serie en 1999.
En el 2001, apareció en la comedia australiana Let's Get Skase y La Spagnola. También tuvo roles en las películas de Hollywood, Ghost Ship y Deuce Bigalow: Gigolo Europeo.
En el 2002 se unió al elenco principal de la serie policíaca Young Lions donde interpretó al detective Eddie Mercia hasta el final de la serie ese mismo año, después de que la serie fuera cancelada.
En el 2008, Dimitriades interpretó a un asesino en Underbelly. El nombre de su personaje fue suprimido a causa de precedentes legales en curso y un mandato judicial de la corte Victoriana en torno a la persona de la vida real que personificó en la serie televisiva, por lo que dicho personaje era conocido como Mr. T.
En el 2011 se unió a la serie The Slap interpretando al mecánico Harry, el hombre que golpea al pequeño Hugo (Julian Mineo) enfureciendo así a Rosie (Melissa George), la madre de Hugo, quien a partir de entonces buscará que Harry pague por la agresión a su hijo.
En agosto del 2014 se anunció que Alex se había unido al elenco de la nueva serie dramática The Principal; la serie se centra un asesinato en una escuela de jóvenes en South West Sydney, la serie fue estrenada en el 2015.
En agosto del 2015 se anunció que Alex se había unido al elenco principal de la nueva miniserie política de seis partes The Secret City's donde interpretará al oficial Charles Dancer. En la miniserie compartirá créditos con los actores Anna Torv, Dan Wyllie, Alan Dale, Jacki Weaver y Damon Herriman, y se espera sea estrenada en marzo del 2016.

## Filmografía

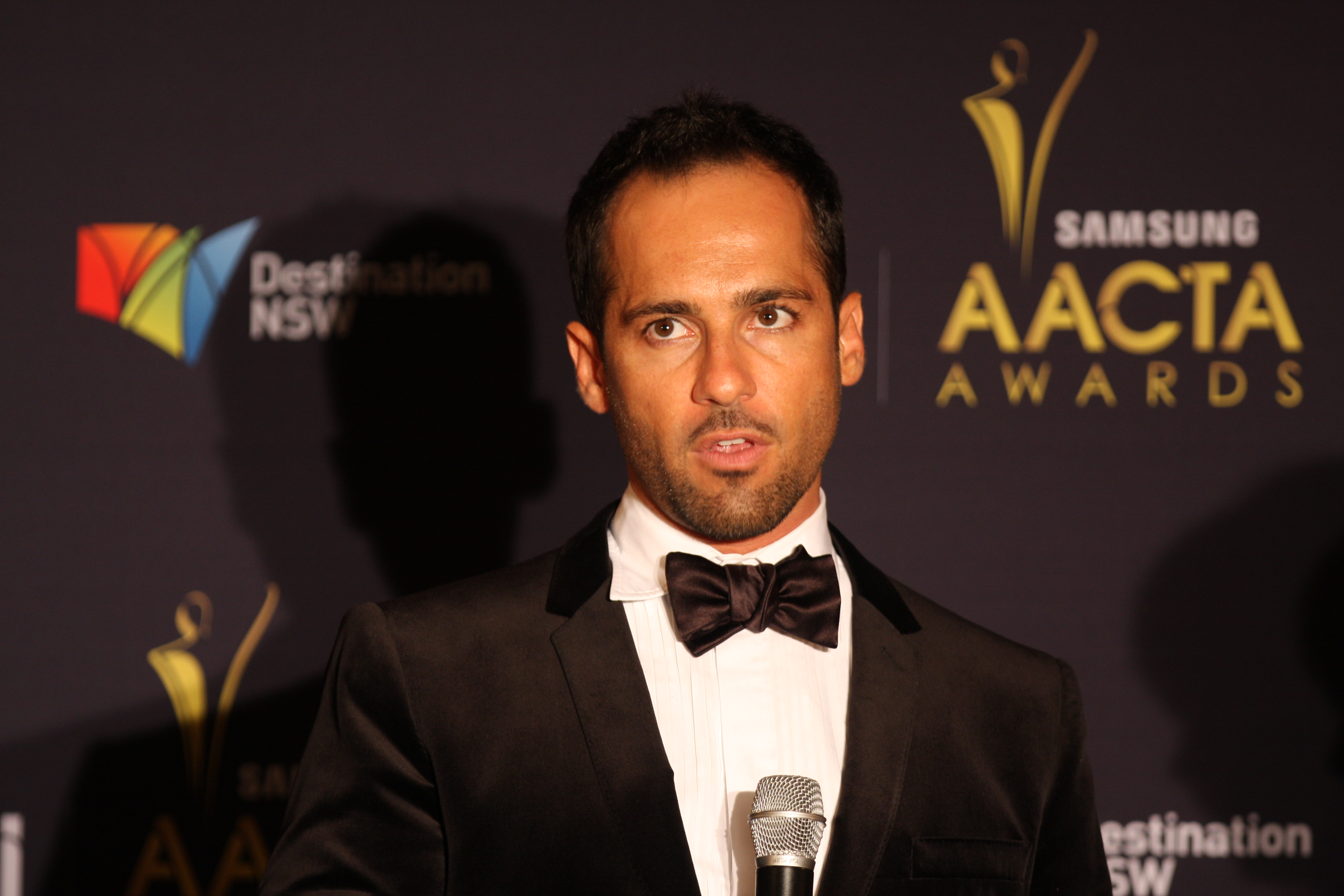
Alex durante la entrega de los premios ACCTAs el 31 de enero de 2012.

### Series de televisión
| Año             | Título                   | Personaje             | Notas                           |
| --------------- | ------------------------ | --------------------- | ------------------------------- |
| 2022            | The Tourist              | Kostas Panigiris      |                                 |
| 2018 - presente | The Cry                  | Peter Alexiades       | 4 episodios                     |
| 2017            | Wake in Fright           | Doc Tydon             | 2 episodios - miniserie         |
| 2017            | Seven Types Of Ambiguity | Joe Geraghty          | 6 episodios                     |
| 2016            | Secret City              | Charles Dancer        | 6 episodios - miniserie         |
| 2016            | Wanted                   | Anton Maric           | 2 episodios                     |
| 2015            | The Principal            | Matt Bashir           | 4 episodios                     |
| 2011            | The Slap                 | Harry                 | 8 episodios                     |
| 2010            | Rescue Special Ops       | Guy Hewitt            | episodio "Enemy Mine"           |
| 2008            | Underbelly               | Mr. T                 | 8 episodios                     |
| 2007            | Love My Way              | Julien                | episodio "Running with Crabs"   |
| 2006            | Two Twisted              | Rolly                 | episodio "A Date with Doctor D" |
| 2002            | Young Lions              | Det. Eddie Mercia     | 22 episodios                    |
| 2000            | Farscape                 | Teniente Velorek      | episodio "The Way We Weren't"   |
| 1998 - 1999     | Wildside                 | Det. Charlie Coustos  | 43 episodios                    |
| 1996            | Neighbours               | Steve George          | 10 episodios                    |
| 1996            | G.P.                     | Luke Papadopoulos     | episodio "Someone to Turn To"   |
| 1994 - 1995     | Heartbreak High          | Nicolas "Nick" Poulos | 38 episodios                    |

### Películas
| Año  | Título                         | Personaje           | Notas |
| ---- | ------------------------------ | ------------------- | --- |
| 2015 | Ruben Guthrie                  | Damian              | junto a Patrick Brammall, Abbey Lee, Harriet Dyer, Brenton Thwaites, Robyn Nevin y Jack Thompson           |
| 2014 | Carlotta                       | Angelo              | junto a Jessica Marais, Socratis Otto, Andrew Lees, Gigi Edgley, Ryan Johnson y Damian de Montemas         |
| 2014 | The Orchard                    | Saverio             | corto - junto a Georgia Flood, Susan Prior, Peter Magdas y Vincenzo Prosperi                               |
| 2014 | The Infinite Man               | Terry               | junto a Hannah Marshall y Josh McConville                                                                  |
| 2010 | Summer Coda                    | Michael             | junto a Rachael Taylor, Andy McPhee, Freya Stafford y Susie Porter                                         |
| 2010 | The Kings of Mykonos           | Mihali              | junto a Nick Giannopoulos y Kevin Sorbo                                                                    |
| 2008 | Three Blind Mice               | Tony                | junto a Matthew Newton, Toby Schmitz, Brendan Cowell, Ewen Leslie, Barry Otto y Marcus Graham              |
| 2008 | To gamilio party               | Ilias               | - |
| 2006 | Stepfather of the Bride        | Jack                | junto a Lara Cox, Leon Ford, Noni Hazlehurst, Georgie Parker, William McInnes y Kate Ritchie               |
| 2006 | Loveproof                      | -                   | corto - junto a Lewis Fitz-Gerald y Megan Dorman                                                           |
| 2006 | Checkpoint                     | Theo                | corto - junto a Rodney Afif                                                                                |
| 2006 | The Society Murders            | Nazaretian          | junto a Asher Keddie, Matthew Le Nevez y Georgie Parker                                                    |
| 2006 | Love Thy Neighbor              | Peter               | corto - junto a Melanie Brown                                                                              |
| 2006 | Touched by Fellini             | Tony                | junto a Paul Barry, Diana Glenn y Silvio Ofria                                                             |
| 2005 | Deuce Bigalow: European Gigolo | Enzo Giarraputo     | junto a Rob Schneider                                                                                      |
| 2004 | Go Big                         | Hamish Fitz-Herbert | junto a Justine Clarke, Felix Williamson, Steve Rodgers y Leon Ford                                        |
| 2003 | Subterano                      | Conrad              | junto a Tasma Walton, Chris Haywood y Nikolai Nikolaeff                                                    |
| 2002 | Ghost Ship                     | Santos              | junto a Julianna Margulies y Gabriel Byrne                                                                 |
| 2001 | Let's Get Skase                | Danny D'Amato Jr.   | junto a Lachy Hulme y Craig McLachlan                                                                      |
| 2001 | La spagnola                    | Stefano             | junto a Lola Marceli, Silvio Ofria, Steve Rodgers y Tony Barry                                             |
| 2000 | The Love of Lionel's Life      | Steve               | junto a Matt Day y Nadine Garner                                                                           |
| 1998 | Head On                        | Ari                 | junto a Julian Garner y Alex Papps                                                                         |
| 1995 | Blue Murder                    | Warren Lanfranchi   | junto a Richard Roxburgh, Steve Bastoni, Peter Phelps, Marcus Graham, John Jarratt, Gary Sweet e Ian Bliss |
| 1993 | The Heartbreak Kid             | Nick Polides        | junto a Claudia Karvan, William McInnes y Steve Bastoni                                                    |

### Teatro
| Año  | Título                    | Personaje  | Director (a)       | Teatro            | Notas                                                                         |
| ---- | ------------------------- | ---------- | ------------------ | ----------------- | ----------------------------------------------------------------------------- |
| 2014 | Wogboys                   | -          | -                  | Enmore Theatre    | junto a Nick Giannopoulos, Vince Colosimo y Frank Lotito                      |
| 2010 | Twelfth Night             | -          | Lee Lewis          | -                 | junto a Max Cullen y Brent Hill                                               |
| 2007 | The Nightwatchman         | -          | Lee Lewis          | Stables Theatre   | junto a Camilla Ah Kin y William Zappa                                        |
| 2006 | The Emperor of Sydney     | Todd Boyce | David Berthold     | Griffin Theatre   | junto a Jack Finsterer, Toby Schmitz, Anita Hegh, Susie Porter y Sibylla Budd |
| 2005 | Love Letters              | -          | John Clark         | Parade Theatre    | junto a Samuel Johnson, Daniel MacPherson, Myles Pollard y Ella Scott Lynch   |
| 2005 | Hurly Burly               | -          | Iain Sinclair      | Stables Theatre   | junto a Penny McNamee y Felix Williamson                                      |
| 2004 | The Woman With Dog's Eyes | Todd Boyce | David Berthold     | Griffin Theatre   | junto a Danny Adcock, Jane Harders, Jack Finsterer y Toby Schmitz             |
| 2000 | The Caribbean Tempest     | -          | Kit Hesketh-Harvey | -                 | junto a Bill Hunter y Brooke Satchwell                                        |
| 1996 | Wogboys                   | -          | Nick Giannopoulos  | Universal Theatre | junto a John Barresi, Vince Colosimo y Sharon Stewart                         |

## Premios y nominaciones
| Año  | Categoría                                      | Premio             | Película/Serie   | Resultado |
| ---- | ---------------------------------------------- | ------------------ | ---------------- | --------- |
| 2018 | Most Outstanding Supporting Actor              | Logie Award        | Wake in Fright   | Nominado  |
| 2016 | Most Outstanding Actor                         | Silver Logie Award | The Principal    | Ganador   |
| 2016 | Best Supporting Actor                          | AACTA Award        | Ruben Guthrie    | Nominado  |
| 2016 | Best Actor - Supporting Role                   | FCCA Award         | Ruben Guthrie    | Nominado  |
| 2015 | Best Actor in a Supporting Role                | AFCA Award         | The Infinite Man | Nominado  |
| 2012 | Most Outstanding Actor                         | Silver Logie Award | The Slap         | Nominado  |
| 2012 | Best Lead Actor in a Television Drama          | AACTA Award        | The Slap         | Ganador   |
| 2001 | Best Actor in a Supporting Role                | AFI Award          | La Spagnola      | Nominado  |
| 1999 | Best Performance by an Actor in a Leading Role | AFI Award          | Head On          | Nominado  |
| 1998 | Best Male Actor                                | FCCA Award         | Head On          | Ganador   |